# 24 (szám)
A 24 (római számmal: XXIV) a 23 és 25 között található természetes szám

## A szám a matematikában
A tízes számrendszerbeli 24-es a kettes számrendszerben 11000, a nyolcas számrendszerben 30, a tizenhatos számrendszerben 18 alakban írható fel.
A 24 páros szám, összetett szám, kanonikus alakban a 23 · 31 szorzattal, normálalakban a 2,4 · 101 szorzattal írható fel.
Az első négy pozitív egész szám szorzata (4 faktoriálisa).
Erősen összetett szám: több osztója van, mint bármely nála kisebb számnak. Az első olyan szám, amelynek pontosan 8 osztója van, ezek növekvő sorrendben: 1, 2, 3, 4, 6, 8, 12 és 24. Erősen bővelkedő szám: osztóinak összege nagyobb, mint bármely nála kisebb pozitív egész szám osztóinak összege. Szuperbővelkedő szám. Áltökéletes szám. Erősen tóciens szám: bármely nála kisebb számnál többször (10 esetben: 35, 39, 45, 52, 56, 70, 72, 78, 84 és 90) szerepel a φ(x) függvényértékek között.
Egyetlen szám valódiosztóösszeg-függvénye adja ki a 24-et: ez az 529 = 232.
Félmeandrikus szám. Erdős–Nicolas-szám.
A 24 a második Granville-szám.
A legkisebb 5-féltökéletes szám.
Kilencszögszám. A négydimenziós hiperkocka 24 lappal rendelkezik.
A 24 Harshad-szám, azaz osztható számjegyeinek összegével (6-tal).
A 24-es szám több pitagoraszi számhármasban szerepel, ilyenek például a (24; 32; 40), (24; 45; 51), (24; 70; 74), (24; 143; 145), valamint a (7; 24; 25), (10; 24; 26), (18; 24; 30) hármasok.
Az n = 24 és 0 ≤ k ≤ 12 értékekhez tartozó {\displaystyle _{n \choose k}} binomiális együtthatók rendre 1, 24, 276, 2024, 10 626, 42 504, 134 596, 346 104, 735 471, 1 307 504, 1 961 256, 2 496 144 és 2 704 156.
A 24 négyzete 576, köbe 13824, négyzetgyöke 4,89898, köbgyöke 2,88450, reciproka 0,041667. A 24 egység sugarú kör kerülete 150,79645 egység, területe 1809,55737 területegység; a 24 egység sugarú gömb térfogata 57 905,83579 térfogategység.
A 24 helyen az Euler-függvény helyettesítési értéke 8, a Möbius-függvényé 0, a Mertens-függvényé −2.

## A szám az informatikában
31 bites architektúra

## A szám a természettudományokban
Egy nap 24 órából áll.

## A szám a kultúrában
A 24 egy amerikai televíziós sorozat, valamint Jem walesi énekesnő kislemezének címe. A Chapter 24 a Pink Floyd dala. Az Exotic együttes 24/24 címmel írt számot, amit később feldolgozott az Alvin és a mókusok is.

## A szám mint sorszám, jelzés
A periódusos rendszer 24. eleme a króm. A 24 Themis egy kisbolygó, az NGC 24 egy spirálgalaxis neve. A Messier-katalógus 24. objektuma (M24) a Kis Sagittarius-csillagfelhő.
A 24-es szám szerepel a Jak–24, a Mi–24, a PWS–24 és a Szu–24 légi járművek nevében.
Magyarországon a 24-es számú országos közút Gyöngyös és Eger között, a 24-es számú vasútvonal Zalabér-Batyk és Zalaszentgrót között húzódik. 24-es számmal jelölt autóbuszvonal Debrecenben, Miskolcon, Pécsen és Székesfehérváron, villamosvonal Budapesten található.